# Vagina carotica

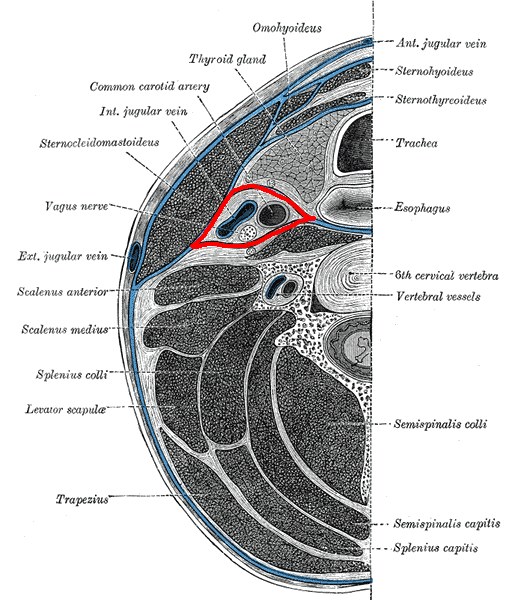
Die Vagina carotica (rot umrandet) in einem Transversalschnitt des Halses

Die Vagina carotica ist eine Bindegewebshülle im Halsbereich, die verschiedene, den Hals durchziehende Strukturen enthält, die unter dem Begriff Gefäß-Nerven-Strang des Halses zusammengefasst werden.
Die Vagina carotica hat eine enge Beziehung zur Lamina praetrachealis der Halsfaszie und ist mit der Zwischensehne des Musculus omohyoideus verwachsen. Dieser kann über diese Verbindung einen Zug auf die Vena jugularis interna ausüben, in der ein Unterdruck herrscht, um diese offen zu halten.
Zwischen den beiden Vaginae caroticae spannt sich die Fascia intercarotica aus, welche das Spatium retropharyngeum vom Spatium praevertebrale interfasciale (Danger Space) trennt.

## Verlauf
Die Vagina carotica beginnt an der oberen Thoraxapertur medial der Pleurakuppel und grenzt im Hals seitlich an das Spatium peripharyngeum. Dorsal liegt die Vagina carotica der Wirbelsäule auf. Von außen gesehen verläuft die Vagina carotica unter anderem unter dem Karotisdreieck.

## Inhalt
Neben der schon erwähnten Vena jugularis interna enthält die Vagina carotica auch die Arteria carotis communis bzw. weiter oben die Arteria carotis interna, den Nervus vagus und manchmal auch die Radix superior der Ansa cervicalis profunda.